# 72993 Hannahlivsey
72993 Hannahlivsey è un asteroide della fascia principale. Scoperto nel 2002, presenta un'orbita caratterizzata da un semiasse maggiore pari a 2,3382888 UA e da un'eccentricità di 0,1573078, inclinata di 2,49306° rispetto all'eclittica.